# Vochysia majuscula
Vochysia majuscula là một loài thực vật có hoa trong họ Vochysiaceae. Loài này được Pilg. miêu tả khoa học đầu tiên năm 1931.